# بلفونت (اکلاهما)
بلفونت(به انگلیسی: Belfonte) شهری در ایالت اکلاهما کشور ایالات متحده آمریکا است که جمعیت آن در سرشماری سال ۲۰۱۰ میلادی، ۳۹۴ نفر بوده‌است.